# Chapmanolirion
Chapmanolirion é um género botânico pertencente à família Amaryllidaceae.